# Никонов, Андрей Владимирович
Андрей Владимирович Никонов (род. 2 ноября 2002, Чебоксары) — российский хоккеист, нападающий.

## Биография
Начинал заниматься хоккеем в «Соколе» Новочебоксарск. Сезон 2016/17 провёл в нижнекамском «Нефтехимике». В 2017 году перешёл в «Торпедо» Нижний Новгород. Со следующего сезона стал играть в команде МХЛ «Чайка». В октябре 2019 года провёл два матча в КХЛ за «Торпедо», в сентябре 2020 — ещё один. 1 июня 2021 года был обменян в московское «Динамо» на Ивана Верещагина. 6 августа 2024 года был обменян в «Сочи». 3 июня 2025 года был обменян в «Трактор» из Челябинска